# Aphyosemion escherichi
Aphyosemion escherichi är en fiskart som först beskrevs av Ahl 1924.  Aphyosemion escherichi ingår i släktet Aphyosemion och familjen Nothobranchiidae. IUCN kategoriserar arten globalt som livskraftig. Inga underarter finns listade i Catalogue of Life.